# Campeonato Europeu de Patinação Artística no Gelo de 1957
O Campeonato Europeu de Patinação Artística no Gelo de 1957 foi a quadragésima nona edição do Campeonato Europeu de Patinação Artística no Gelo, um evento anual de patinação artística no gelo organizado pela União Internacional de Patinação (em inglês:  International Skating Union) onde os patinadores artísticos competem pelo título de campeão europeu. A competição foi disputada entre os dias 14 de fevereiro e 16 de fevereiro, na cidade de Viena, Áustria.

## Eventos
- Individual masculino
- Individual feminino
- Duplas
- Dança no gelo

## Medalhistas
| Evento                        | Ouro                                               | Prata                                         | Bronze                                            |
| Individual masculino detalhes | Alain Giletti · França                             | Karol Divín · Tchecoslováquia                 | Michael Booker · Reino Unido                      |
| Individual feminino detalhes  | Hanna Eigel · Áustria                              | Ingrid Wendl · Áustria                        | Hanna Walter · Áustria                            |
| Duplas detalhes               | Věra Suchánková · Zdeněk Doležal · Tchecoslováquia | Marianna Nagy · László Nagy · Hungria         | Marika Kilius · Franz Ningel · Alemanha Ocidental |
| Dança no gelo detalhes        | June Markham · Courtney Jones · Reino Unido        | Barbara Thompson · Gerard Rigby · Reino Unido | Catherine Morris · Michael Robinson · Reino Unido |

## Resultados

### Individual masculino
| Pos.              | Nome                  | Nacionalidade      |
| ----------------- | --------------------- | ------------------ |
| Medalha de ouro   | Alain Giletti         | França             |
| Medalha de prata  | Karol Divín           | Tchecoslováquia    |
| Medalha de bronze | Michael Booker        | Reino Unido        |
| 4                 | Alain Calmat          | França             |
| 5                 | Norbert Felsinger     | Áustria            |
| 6                 | Hans-Jürgen Bäumler   | Alemanha Ocidental |
| 7                 | Manfred Schnelldorfer | Alemanha Ocidental |
| 8                 | Lev Mikhailov         | União Soviética    |
| 9                 | Karl Bohringer        | Áustria            |
| 10                | Hanno Stroher         | Áustria            |
| 11                | Valentin Zakharov     | União Soviética    |
| 12                | Oleg Simantovski      | União Soviética    |
| 13                | Igor Persiantsev      | União Soviética    |
| 14                | Peter Jonas           | Áustria            |
| 15                | Pavel Frohler         | Tchecoslováquia    |
| 16                | Boguslav Hnatyszyn    | Polônia            |

### Individual feminino
| Pos.              | Nome                 | Nacionalidade      |
| ----------------- | -------------------- | ------------------ |
| Medalha de ouro   | Hanna Eigel          | Áustria            |
| Medalha de prata  | Ingrid Wendl         | Áustria            |
| Medalha de bronze | Hanna Walter         | Áustria            |
| 4                 | Diana Clifton-Peach  | Reino Unido        |
| 5                 | Erica Batchelor      | Reino Unido        |
| 6                 | Ilse Musyl           | Áustria            |
| 7                 | Patricia Pauley      | Reino Unido        |
| 8                 | Jindriska Kramperova | Tchecoslováquia    |
| 9                 | Emma Giardini        | Itália             |
| 10                | Ina Bauer            | Alemanha Ocidental |
| 11                | Eszter Jurek         | Hungria            |
| 12                | Jitka Hlavackova     | Tchecoslováquia    |
| 13                | Jana Docekalova      | Tchecoslováquia    |
| 14                | Veta Zajickova       | Tchecoslováquia    |
| 15                | Dany Rigoulet        | França             |
| 16                | Carla Tichatschek    | Itália             |
| 17                | Maryvonne Huet       | França             |
| 18                | Helga Zöllner        | Hungria            |
| 19                | Anna Galmarini       | Itália             |
| 20                | Gitta Hagler         | Alemanha Ocidental |
| 21                | Gabriele Weisert     | Alemanha Ocidental |
| 22                | Grete Borgen         | Noruega            |
| 23                | Anna Karine Dehle    | Noruega            |
| 24                | Bjørg Olsen          | Noruega            |

### Duplas
| Pos.              | Nome                                     | Nacionalidade      |
| ----------------- | ---------------------------------------- | ------------------ |
| Medalha de ouro   | Věra Suchánková / Zdeněk Doležal         | Tchecoslováquia    |
| Medalha de prata  | Marianna Nagy / László Nagy              | Hungria            |
| Medalha de bronze | Marika Kilius / Franz Ningel             | Alemanha Ocidental |
| 4                 | Lisel Ellend / Konrad Lienert            | Áustria            |
| 5                 | Joyce Coates / Anthony Holles            | Reino Unido        |
| 6                 | Nina Bakusheva / Stanislav Zhuk          | União Soviética    |
| 7                 | Diana Hinko / Heinz Döpfl                | Áustria            |
| 8                 | Eszter Jurek / Miklos Kucharowitz        | Hungria            |
| 9                 | Hana Dvorakova / Karol Vosatka           | Tchecoslováquia    |
| 10                | Rita Paucka / Peter Kwiet                | Alemanha Ocidental |
| 11                | Barbara Jankowska / Zygmond Kaczmarczyk  | Polônia            |
| 12                | Rosuitha Mauerhofer / Günther Mauerhofer | Alemanha Oriental  |
| 13                | Colette Tarozzi / Jean Vives             | França             |

### Dança no gelo
| Pos.              | Nome                                    | Nacionalidade      |
| ----------------- | --------------------------------------- | ------------------ |
| Medalha de ouro   | June Markham / Courtney Jones           | Reino Unido        |
| Medalha de prata  | Barbara Thompson / Gerard Rigby         | Reino Unido        |
| Medalha de bronze | Catherine Morris / Michael Robinson     | Reino Unido        |
| 4                 | Bona Giammona / Giancarlo Sioli         | Itália             |
| 5                 | Sigrid Knake / Günther Koch             | Alemanha Ocidental |
| 6                 | Christiane Elien / Claude Lambert       | França             |
| 7                 | Edith Peikert / Hans Kutschera          | Áustria            |
| 8                 | Adriana Giuggiolini / Germano Ceccatini | Itália             |
| 9                 | Lucia Zorn / Rudolf Zorn                | Áustria            |
| 10                | Karin Weber / Herbert Beyer             | Alemanha Ocidental |
| 11                | Rita Paucka / Peter Kwiet               | Alemanha Ocidental |
| 12                | Brigitte Gröger / Alois Mitterhuber     | Áustria            |
| 13                | Christine Paschoud / Charles Pichard    | Suíça              |
| 14                | Anna Bursche-Linder / Leon Osadnik      | Suíça              |

## Quadro de medalhas
| Ordem | País               | Medalha de ouro | Medalha de prata | Medalha de bronze |    | Ordem por total |
| ----- | ------------------ | --------------- | ---------------- | ----------------- | -- | --------------- |
| 1     | Reino Unido        | 1               | 1                | 2                 | 4  | 1               |
| 2     | Áustria            | 1               | 1                | 1                 | 3  | 2               |
| 3     | Tchecoslováquia    | 1               | 1                |                   | 2  | 3               |
| 4     | França             | 1               |                  |                   | 1  | 4               |
| 5     | Hungria            |                 | 1                |                   | 1  | 4               |
| 6     | Alemanha Ocidental |                 |                  | 1                 | 1  | 4               |
| TOTAL | TOTAL              | 4               | 4                | 4                 | 12 | —               |